# 军店镇
军店镇，是中华人民共和国湖北省十堰市房县下辖的一个乡镇级行政单位。

## 行政区划
军店镇下辖以下地区：
军店街社区、上茅坪村、双柏村、月明村、中村、回龙村、郭家庄村、何家村、刘家畈村、向家湾村、官桥村、易沟村、下茅坪村、三溪沟村、高山旗村、土坎村、军马村、小峪村、松柏村、白果村和指北村。